# Parmotrema euplectinum
Parmotrema euplectinum är en lavart som beskrevs av Elix, Noich. & Wolseley. Parmotrema euplectinum ingår i släktet Parmotrema och familjen Parmeliaceae.   Inga underarter finns listade i Catalogue of Life.